# Microchilus glacensis
Microchilus glacensis är en orkidéart som först beskrevs av Donald Dungan Dod, och fick sitt nu gällande namn av Paul Ormerod. Microchilus glacensis ingår i släktet Microchilus och familjen orkidéer. Inga underarter finns listade i Catalogue of Life.